# El supersabio
El supersabio és una pel·lícula de comèdia mexicana de 1948 dirigida per Miguel M. Delgado i protagonitzada per Cantinflas, Perla Aguiar i Aurora Walker. Està doblada al català.

## Argument
Cantinflas és l'aprenent d'un reconegut científic, el professor Arquimides Monteagudo, però té ànima de poeta més que d'investigador seriós, i vol trobar la fórmula que aconsegueixi la immortalitat de les roses. No obstant això, després de la mort del Prof. Monteagudo, Cantinflas serà perseguit per un grup corporatiu ferotge, que vol robar la fórmula secreta d'un combustible més barat anomenat "carburex", perquè pensen que el nostre amic és l'únic que coneix la composició.

## Repartiment
- Cantinflas com Cantinflas
- Perla Aguiar com Marisa Miranda
- Carlos Martínez Baena com Profesor Arquímedes Monteagudo
- Alejandro Cobo com Octavio
- Aurora Walker com Angélica Montes
- Alfredo Varela com Pepe Montes